# ريكس غروسمان
ريكس غروسمان (بالإنجليزية: Rex Grossman)‏ هو لاعب كرة قدم أمريكية أمريكي، ولد في 23 أغسطس 1980 في بلومنغتون في الولايات المتحدة.

## وصلات خارجية
- ريكس غروسمان على موقع مرجع كرة القدم المحترفة.كوم (الإنجليزية)
- ريكس غروسمان على موقع كلية كرة القدم في سبورتس رفرنس.كوم (الإنجليزية)
- ريكس غروسمان على موقع IMDb (الإنجليزية)
- ريكس غروسمان على موقع إن إن دي بي (الإنجليزية)